# Kaszan
Kaszan (perski: ‏كاشان‎, Kāshān) – miasto w środkowym Iranie (ostan Isfahan), na południe od jeziora Namak, ok. 260 kilometrów na południe od stolicy – Teheranu. Liczba mieszkańców w 2003 roku wynosiła 216 tys.
Na terenie miasta znaleziono ślady osadnictwa ludzkiego sprzed 6000 p.n.e. Wykopaliska Tepe Sialk obejmują najstarszy na świecie ziggurat, datowany na III tysiąclecie p.n.e. Kaszan jest pierwszą dużą oazą na drodze Kom-Kerman, wiodącej wzdłuż największych pustyń Iranu.

## Historia
Wykopaliska archeologiczne prowadzone w okolicach zigguratu Tepe Sialk wskazują na początki osadnictwa sprzed 6000 p.n.e. Sam ziggurat pochodzi z czasów elamickich. Atrakcyjność tego miejsca wiązała się prawdopodobnie z obfitymi źródłami wody, bezcennej w pustynnych warunkach.
Wykopane w Sialk Tepe obiekty znajdują się m.in. w paryskim Luwrze, nowojorskim Metropolitan Museum of Art, Nelson-Atkins Museum of Art w Kansas City czy teherańskim muzeum Narodowym Iranu.
Według chrześcijańskiej tradycji to właśnie z Kaszanu wyruszyli Trzej Królowie, kierując się do Betlejem. Choć prawdziwość tej historii jest wątpliwa, wskazuje na duże znaczenie tego miasta na początkach naszej ery.
Piruz Nahawandi (znany w źródłach arabskich jako Abu Lulua), perski żołnierz, który wzięty przez arabskie wojska w niewolę, zabił w 644 roku kalifa Umara ibn al-Chattaba w odwecie za złe traktowanie podbitych Persów, prawdopodobnie zbiegł do Kaszanu po dokonaniu morderstwa. W mieście znajduje się poświęcone mu mauzoleum.
W XI wieku seldżukidzki władca Malikszah I kazał wybudować w mieście fortecę. Jej pozostałości w postaci fragmentu murów obronnych stoją w Kaszanie do dziś.
W okresie panowania safawidzkiego Kaszan stał się miejscem wypoczynku królów. Podczas rządów Abbasa I w Kaszanie zbudowano Bagh-e Fin, jeden z najbardziej znanych przykładów perskiej architektury ogrodowej, który obecnie jest atrakcją turystyczną i został wpisany na listę światowego dziedzictwa UNESCO. Ogród korzysta z tych samych źródeł wody, które zasilały Sialk Tepe.
W łaźni Bagh-e Fin, w 1852 roku, zamordowany został Amir Kabir, sławny premier Persji.
Trzęsienie ziemi w 1778 roku niemalże zrównało miasto z ziemią. Owocem odbudowy jest zespół zachowanych do dziś domów, należących do bogatych kupców, które stanowią jedne z najbardziej znanych przykładów architektury okresu Kadżarów.
W 1974 roku w Kaszanie założono uniwersytet, a w 1986 roku szkołę medyczną, która w 1993 także uzyskała rangę uniwersytetu.

## Zabytki
- Meczet i medresa Agha Bozorg
- zabytkowy bazar
- Meczet Jameh
- XIX-wieczne rezydencje bogatych rodów z czasów panowania dynastii Kadżarów:
  - Chane Tabatabei
  - Chane Abbasi
  - Chane Ameri
  - Chane Boroujerdi

## Gospodarka
Ze względu na lokalizację na dogodnym szlaku transportowym, Kaszan przez wieki był miejscem postoju karawan przemierzających pustynne centrum obecnego Iranu. Pozostałością po tym okresie jest duży bazar, będący dziś jedną z atrakcji turystycznych. Oprócz handlu, gospodarka miasta opierała się na rolnictwie i drobnym rzemiośle, w tym ręcznej produkcji wysokiej jakości dywanów. Po odkryciu złóż surowców w mieście rozpoczął się rozwój przemysłu, głównie wydobycia miedzi i marmuru.
Historyczne pozostałości przyciągają do miasta turystów, jednakże ta gałąź gospodarki ciągle jest słabo rozwinięta. Kaszan jest też początkowym punktem wycieczek do mniejszych, trudniej dostępnych miejscowości, takich jak Abyaneh, Niasar i Qamsar.

## Galeria

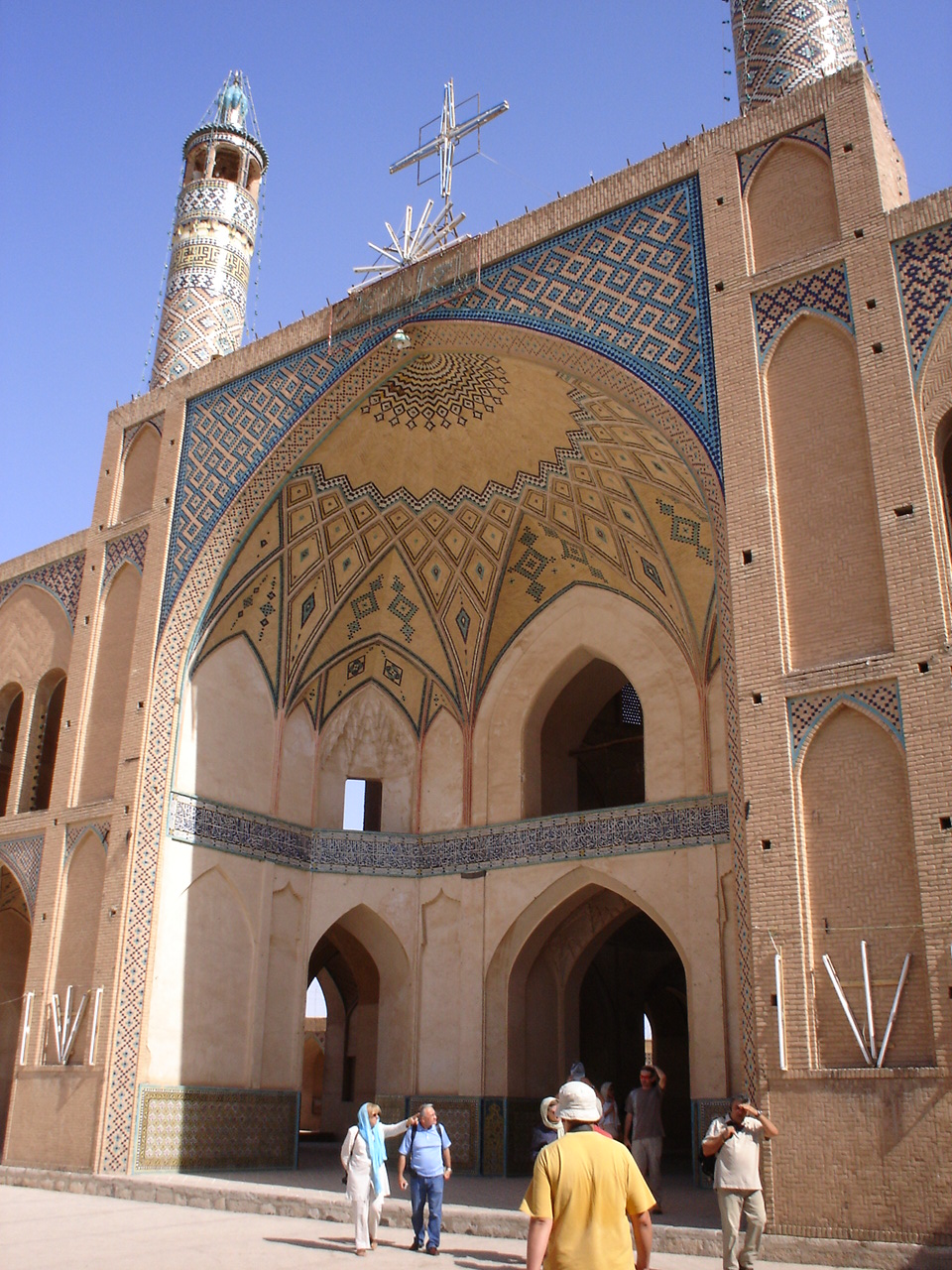
Meczet Agha Bozorg w Kaszanie
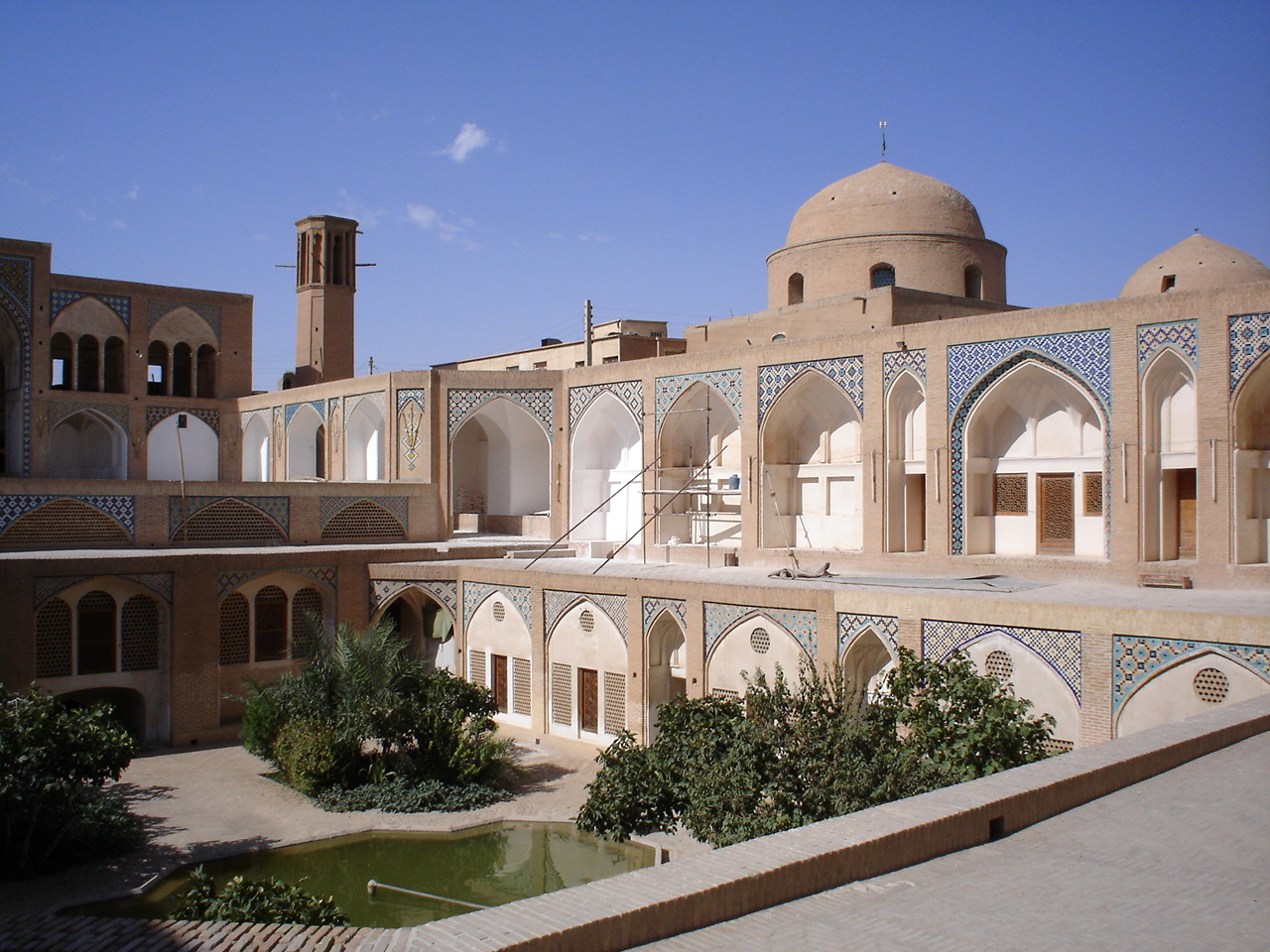
Wejście do meczetu
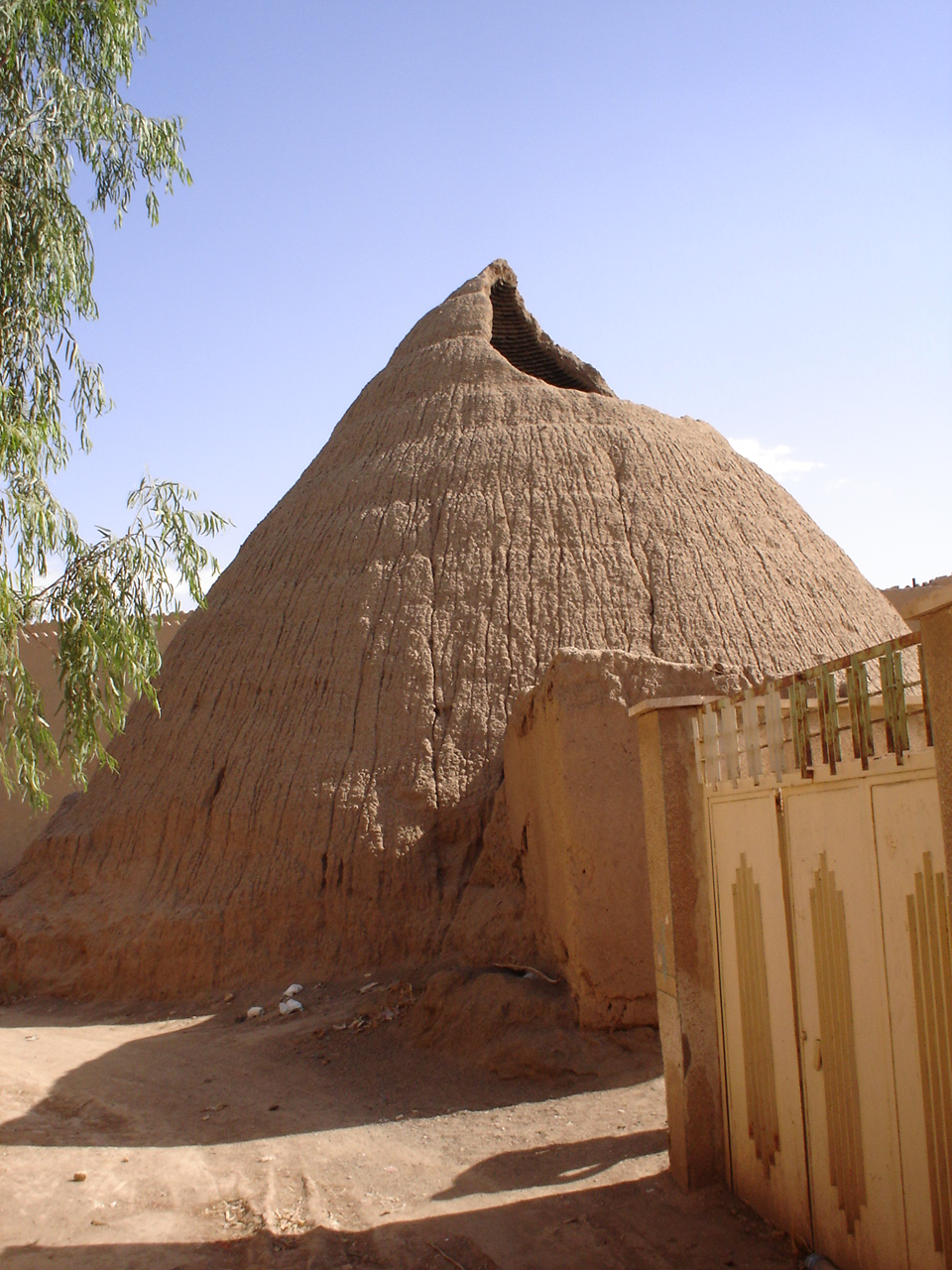
Lodownia
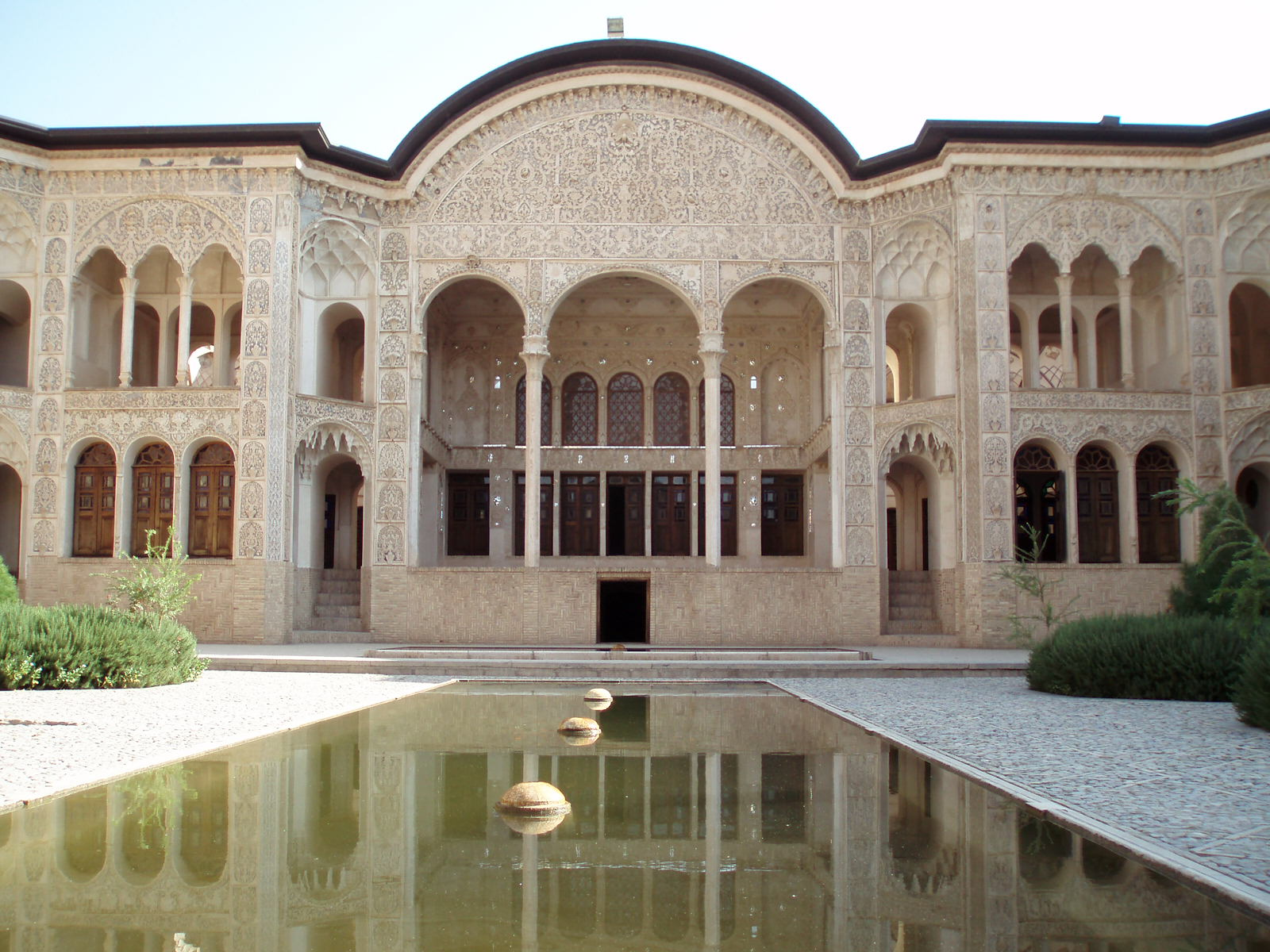
Dom rodziny Tabatabai, architektura okresu Kadżarów

## Miasta partnerskie
- Umeå